# Rationell irrationalitet
Ekonomen Bryan Caplan introducerade år 2001 begreppet rationell irrationalitet för att förklara förekomsten av irrationellt beteende inom områden som religion och politik, samtidigt som man beaktar antagandet om rationalitet som är grundläggande inom mainstream-ekonomi och spelteori. Caplan utvecklade teorin ytterligare i sin bok The Myth of the Rational Voter och diskuterade dess konsekvenser för demokratin.
Konceptet var ursprungligen avsett att förklara hur potentiellt skadlig politik kan genomföras i en demokrati. Till skillnad från den konventionella public choice teorin hävdade Caplan att dålig politik väljs av väljarna själva. Den etiska intuitionisten Michael Huemer har också anammat teorin för att förklara irrationaliteten inom politik. Dessutom har teorin tillämpats för att förklara fenomenet religiös tro.

## Teori

### Två typer av rationalitet och preferenser framför övertygelser
Caplan hävdar att det finns två typer av rationalitet:
- Epistemisk rationalitet handlar om att bilda övertygelser på ett sätt som ökar chanserna att dessa är sanna, att göra rimliga ansträngningar för att undvika felaktiga resonemang och att vara öppen för nya bevis.
- Instrumentell rationalitet innebär att välja de mest effektiva medlen för att nå sina faktiska mål, baserat på ens nuvarande övertygelser och omständigheter.

Rationell irrationalitet beskriver en situation där det är instrumentellt rationellt för en aktör att vara epistemiskt irrationell.
Caplan hävdar att rationell irrationalitet är mer sannolikt i situationer där:
- människor har preferenser framför övertygelser, dvs vissa typer av övertygelser är mer tilltalande än andra och
- marginalkostnaden för en individ att ha en felaktig (eller irrationell) uppfattning är låg.

Enligt Caplan inom neoklassisk ekonomi finns det en efterfrågan på irrationalitet. En persons efterfrågekurva visar hur mycket irrationalitet personen är beredd att acceptera vid varje given kostnad för irrationalitet. Enligt lagarna om efterfrågan, ju lägre kostnaden för irrationalitet är, desto större blir efterfrågan på den. När kostnaden för fel i praktiken närmar sig noll är en persons efterfrågan på irrationalitet hög.

### Rationell irrationalitet kontra dubbeltänkande
Rationell irrationalitet är inte samma sak som dubbeltänk och innebär inte att en person medvetet väljer att tro på något som de vet är falskt. Istället föreslår teorin att när kostnaderna för att ha felaktiga föreställningar är låga, sänker människor sina intellektuella standarder och blir mer mottagliga för felaktiga resonemang, kognitiva fördomar och känslomässiga argument. Med andra ord, människor försöker inte aktivt tro på falska saker, men de anstränger sig inte intellektuellt för att vara öppna för bevis som kan motsäga deras övertygelser.